# Ассоциация кинокритиков Джорджии
Ассоциация кинокритиков Джорджии (англ. The Georgia Film Critics Association (GAFCA)) — некоммерческая организация профессиональных кинокритиков, базирующаяся в штате Джорджия, США. Ключевой целью организации является обзор текущего кинопроцесса и написание рецензий через интернет, радио, телевидение или печатные СМИ.

## Обзор
Ассоциация кинокритиков Джорджии была основана в 2011 году и является первой организацией кинокритиков в штате Джорджия. По состоянию на 2023 год в неё входят 48 членов. Награды вручаются ежегодно в 17 категориях. Специальная награда ассоциации — премия Оглторпа за выдающиеся достижения в области кинематографа штата Джорджия, присуждается полнометражной ленте либо же короткометражному фильму, снятому в Джорджии. Премия Оглторпа вручается как правило режиссёру и сценаристу победившего фильма.
Каждый январь ассоциация проводит голосование по присуждению наград за фильмы, выпущенные в прокат в предыдущем календарном году. Бюллетени для голосования обычно подаются в первую субботу января, номинанты объявляются в следующий понедельник, а победители — в пятницу.
В 2022 году Ассоциация кинокритиков Джорджии впервые с момента своего существования опубликовала имена номинантов и победителей.

## Категории
- Лучшая мужская роль
- Лучшая женская роль
- Лучший адаптированный сценарий
- Лучший анимационный фильм
- Лучшая операторская работа
- Лучший режиссёр
- Лучший документальный фильм
- Лучший актёрский состав
- Лучший международный фильм
- Лучшая оригинальная музыка
- Лучший оригинальный сценарий
- Лучшая оригинальная песня
- Лучший фильм
- Лучшая работа художника-постановщика
- Лучшая мужская роль второго плана
- Лучшая женская роль второго плана
- Премия за прорыв
- Премия Оглторпа за выдающиеся достижения в области кинематографа штата Джорджия